# Fondo y génesis de la teoría de los topos
Esta página presenta de modo amplio la idea matemática de los topos. Ésta es una rama de la teoría de categorías, y tiene reputación de ser abstrusa. El nivel de abstracción involucrado no se puede reducir más allá de cierto punto; pero el contexto puede ser indicado. Esto se hará en parte en términos del desarrollo histórico, pero también hasta cierto grado dando una explicación de actitudes, ciertamente diferentes, frente a la teoría de categorías.

## Escuela de Grothendieck
Durante la última parte de los años 1950, los fundamentos de la geometría algebraica estaban siendo reescritos; y es aquí donde los orígenes del concepto de los topos deben ser encontrados. En aquella época, las conjeturas de Weil era una motivación excepcional para la investigación. Como ahora sabemos, la ruta hacia su prueba, y otros avances, yace en la construcción de la cohomología étale. 
Con la ventaja de lo retrospectivo, se puede decir que la geometría algebraica había estado luchando con dos problemas, durante mucho tiempo. El primero tenía que ver con puntos: en los viejos días de la geometría proyectiva era claro que la ausencia de suficientes puntos en una variedad algebraica era una barrera para obtener una buena teoría geométrica (en la cual hubiera algo como una variedad compacta). Estaba también la dificultad, que fue evidente tan pronto como la topología tomó forma en la primera mitad del siglo veinte, que la topología de las variedades algebraicas tenían demasiado pocos conjuntos abiertos. 
La cuestión de los puntos estaba cerca de su resolución cerca de 1950 cuando Grothendieck tomó un enfoque que (apelando al lema de Yoneda) terminó con él - naturalmente con un coste, que cada variedad o más en general esquema debía convertirse en funtor. Sin embargo, no era posible agregar conjuntos abiertos. La manera de avanzar era otra. 
La definición de los topos primero apareció algo oblicuamente, en o alrededor de 1960. Los problemas generales del llamado 'descenso' en geometría algebraica eran considerados, en el mismo período cuando el grupo fundamental fue generalizado al contexto de la geometría algebraica (como grupo profinito). a la luz de trabajo ulterior, 'descenso' es parte de la teoría de las comónadas; aquí podemos ver la manera en la cual la escuela de Grothendieck se bifurca en su acercamiento de los teóricos 'puros' de categoría, un tema que será importante para la comprensión de cómo el concepto de topos fue tratado más adelante. 
Había quizás una ruta más directa disponible: el concepto de categoría abeliana había sido introducido por Grothendieck en su trabajo fundacional en álgebra homológica, para unificar categorías de haces de grupos abelianos, y de módulos. Una categoría abeliana se debe ser cerrada bajo ciertas operaciones categórico-teoréticas - usando esta clase de definición se puede enfocar enteramente en la estructura, sin decir nada sobre la naturaleza de los objetos involucrados. Este tipo de definición se puede quizás retrotraer a concepto de reticulado. Era una pregunta aceptable, alrededor de 1957, sobre una caracterización puramente categórico-teorética similar, sobre categorías de haces de conjuntos. 
Esta definición fue dada finalmente (angl.), alrededor de 1962, por Grothendieck y Verdier (véase el seminario Bourbaki: Análisis Situs de Verdier). La caracterización estaba hecha por medio de categorías 'con suficientes colímites', y aplicado a lo que ahora se llama un topos de Grothendieck. La teoría se completó, estableciendo que los topos de Grothendieck eran una categoría de haces, donde ahora la palabra 'haz' había adquirido un significado extendido con respecto a la idea topología de Grothendieck. (también llamada un sitio).

## De la teoría pura de categorías a la lógica categorial
La definición actual de los topos se remonta a William Lawvere. Mientras que la sincronización sigue de cerca la descrita arriba, como cuestión de historia, la actitud es diferente, y la definición es más inclusiva. Es decir, hay ejemplos de topos que no son topos de Grothendieck. Y, lo que es más, estos pueden ser de interés para un número de disciplinas lógicas.
La definición de Lawvere selecciona como papel central en la teoría de los topos del clasificador de subobjetos. En la categoría usual de los conjuntos, éste es el conjunto de dos elementos de valores de verdad booleanos, verdadero y falso. Es casi tautológico decir que los subconjuntos de un conjunto dado X son lo mismo que (tan bueno como) las funciones de X a cualquier conjunto de dos elementos dado: fije el primer elemento y haga que un subconjunto Y corresponda a la función que envía a Y a é y su complemento en X al otro elemento. 
Ahora, clasificadores de subobjetos pueden ser encontrados adentro de la teoría de haces. Aún tautológicamente, aunque ciertamente más abstractamente, para un espacio topológico X hay una descripción directa de un haz en X que desempeña tal papel con respecto a todas los haces de conjuntos en X. De hecho, en términos del espacio asociado con un haz que se describe como la unión de copias disjuntas de cada uno de los conjuntos abiertos U de X. Esto mapea hacia X por un obvio homeomorfismo local: como la pila de todos los subconjuntos abiertos de X proyectándose en él. el tallo para x en X tiene un punto para cada U que contiene a x; de modo que este tallo parece el grafo de la relación de pertenencia. 
Lawvere entonces formuló axiomas para un topos que asumieran un clasificador de subobjetos, y algunas condiciones sobre límites (para hacer la categoría cartesiano-cerrada, por lo menos). Por un tiempo esta noción de topos fue llamada topos elemental. 
Una vez que la idea de una conexión con la lógica fue formulada, hubo varios desarrollos que testearon la nueva teoría: 
- modelos de la teoría de conjuntos mostrando la independencia de la hipótesis del continuo
- reconocimiento de la conexión con la idea de la lógica intuicionista sobre el cuantificador existencial
- combinando estos, la discusión de la teoría intuicionista de los números reales, por modelos de haz.

## Posición de la teoría de los topos
Había cierta ironía en que a través del programa de largo alcance de David Hilbert un hogar natural para las ideas centrales de la lógica intuicionista fuera encontrado: Hilbert había detestado, nada cordialmente, la escuela de Brouwer. La existencia como existencia local en el sentido teórico de haz -es una buena idea. Por otra parte los largos esfuerzos de Brouwer en especies, como él llamó a la teoría intuicionista de reales, están probablemente privados de sentido más allá del histórico. 
El trabajo último en cohomología étale ha tendido a sugerir que la teoría completa, general, de los topos no es requerida. Por otra parte, se utilizan otros sitios, y los topos de Grothendieck han tomado su lugar dentro del álgebra homológica. 
El programa de Lawvere era escribir lógica de orden superior en términos de la teoría de categorías. Que esto puede ser hecho limpiamente es demostrado por el tratamiento del libro por Lambek y Scott. Lo que resulta es esencialmente una teoría intuicionista (es decir constructivista), y su contenido es aclarado por la existencia de topos libres. Ésta es una teoría de conjuntos, en un amplio sentido, pero también algo que pertenece al reino de la pura sintaxis. La estructura de su clasificador de subobjetos es la de un álgebra de Heyting. Para conseguir una teoría de conjuntos más clásica se necesita ascender a álgebra booleana, una vuelta al caso de dos valores de verdad booleanos. En ese libro, la charla es sobre matemática constructivista; pero de hecho esto se puede leer como informática fundacional (aunque no se mencione). Si uno desea discutir operaciones conjuntistas, tales como la formación de la imagen (rango) de una función, en los topos está garantizado poder expresar esto, de modo enteramente constructivo. 
También volvió más accesible la topología sin puntos, donde el concepto de local aísla algunas intuiciones más accesibles encontradas tratando los topos como una generalización significativa de espacio topológico. El lema es 'los puntos vienen después'. El punto de vista se preparó en el Stone Spaces de Peter Johnstone, lo que ha sido llamado por un líder en el campo de la informática 'un tratado sobre la extensionalidad'. Lo extensional se trata en matemática como "ambiente" - no es algo sobre el cual los matemáticos realmente esperen tener una teoría. Quizás esta es la razón por la cual la teoría de topos se ha tratado como rareza; va más allá de lo que admite el modo tradicionalmente geométrico del pensamiento. Las necesidad de teorías a fondo de lo intencional, por ejemplo cálculo lambda no tipeado, se han resuelto dentro de la semántica denotacional. La teoría de Topos se ha considerado desde hace tiempo, como una posible teoría base en esta área.

## Sumario
El concepto de topos se presentó en geometría algebraica, como consecuencia de combinar el concepto de haz y cerradura bajo operaciones categóricas. Desempeñando cierto papel definido en teorías de cohomología. 
Los progresos subsecuentes se asociaron a la lógica y son más interdisciplinarios. Incluyen los ejemplos basados en la teoría de homotopía. Implicó relaciones entre la teoría de las categorías y la lógica matemática, y también (como discusión de alto nivel, organizativa) entre la teoría de las categorías y la informática teórica basada en la teoría de tipos. Concedida la visión general de Saunders McLane sobre la ubicuidad de los conceptos, reciben así un estatus definido y como uso eficaz basta recordar la cohomología etal.
- Datos: Q5870985